# Коммунистическая партия Саудовской Аравии
Коммунистическая партия Саудовской Аравии (КПСА; араб. الحزب الشيوعي في السعودية‎, Хизб аль-шуюъий фи аль-Саудия) — коммунистическая партия в Саудовской Аравии, действовавшая нелегально с 1975 по начало 1990-х.

## История
КПСА основана 31 августа 1975 в Багдаде на базе Фронта национального освобождения, созданного в 1950-е годы. В рамках ФНО коммунисты имели отдельную фракцию, называвшуюся Организация саудовских коммунистов. Многие члены партии были выходцами из шиитских семей.
В течение всего времени существования КПСА находилась на нелегальном положении и преследовалась властями Саудовской Аравии. Крупные волны репрессий против партии имели место в 1986 и 1988 годах.
Партия поддерживала близкие международные отношения с другими арабскими компартиями и с Советским Союзом.
Молодёжной организацией КПСА был Союз демократической молодёжи — Саудовская Аравия (Иттихад аш-Шабаб ад-Димукрати фи аль-Саудия), имевший штаб-квартиру в Дамаске (Сирия).
Близкие отношения с КПСА поддерживали Федерация рабочих Саудовской Аравии, Национальный студенческий союз Саудовской Аравии и Демократическая женская лига Саудовской Аравии. С 1981 поддерживала отношения с Арабской социалистической партией действия.
Центральным органом партии было издание «Путь трудящихся» (Тарик аль-Кадиин).
В начале 1990-х партия сменила название на Демократическое объединение Саудовской Аравии араб. التجمع الديموقراطي في السعودية‎. Вскоре после этого (около 1993) правящий режим согласился амнистировать заключённых коммунистов и социалистов в обмен на самороспуск КПСА и Арабской социалистической партии действия. Тем не менее, имеются данные о деятельности КПСА в рядах левой оппозиции Саудовской Аравии.

## Руководители
- М. Хабиб (Генеральный секретарь на март 1988)[5]